# Eduardo Acevedo Maturana
Eduardo Acevedo Maturana (Montevidéu, 1815 — Montevidéu, 1863) foi um jurista e político uruguaio, pertencente ao Partido Nacional.

## Biografia
De descendência espanhola, Eduardo Acevedo era filho de José de Acevedo y Salazar e de María Manuela Gregoria Maturana y Durán. Foi casado com Joaquina Vásquez Fernández, com quem teve seis filhos: Eduardo, Adela, Julia, Paulina, Joaquina e Luisa.
Cursou direito na cidade de Buenos Aires, e ao obter seu doutorado, voltou ao seu país natal. Ingressou na magistratura uruguaia em 1842, como Juiz criminal. Como membro do Partido Blanco, atuou dentro do Tribunal de Justiça uruguaio durante o Gobierno del Cerrito, presidido pelo general Manuel Oribe. Escreveu o projeto de Código Civil do Uruguai, impresso em 1851, mas que não foi adotado. No entanto, seu projeto serviu de influência para o Código sancionado em 1868, redigido por Tristán Narvaja.
Em 1853, se exilou em Buenos Aires, onde passaria a ocupar o cargo de presidente da Academia de Jurisprudência e do Colégio de Advogados. Durante sua estadia em Buenos Aires, já no ano de 1858, redigiria o Código de Comércio do Estado de Buenos Aires, juntamente a Dalmacio Vélez Sarsfield. O mesmo, após a reunificação nacional argentina, seria aprovado como Código Nacional de Comércio, pelo Congresso, mediante a Lei n.º 15 de 10 de setembro de 1862, sendo reformado em 1889, e que se manteve em vigor até 1 de agosto de 2015.
Ao regressar ao Uruguai, em 1860, foi nomeado Ministro de Governo e Relações Exteriores, durante a presidência de Bernardo Prudencio Berro. Também passou a desempenhar funções como membro do Tribunal Superior de Justiça desde 1861 até 1863. Nesse ano, torna-se senador, presidindo a câmara brevemente até a sua morte.